# Heterorachis abdita
Heterorachis abdita är en fjärilsart som beskrevs av Claude Herbulot 1954. Heterorachis abdita ingår i släktet Heterorachis och familjen mätare. Inga underarter finns listade i Catalogue of Life.